# 渴烏
渴乌，或称 “注子”、“偏提”、“过山龙”。古代供水器材，是利用大气压力引水的汲水曲竹筒。
渴乌即现代物理学所称的虹吸管。东汉中平三年（186年）掖庭令毕岚“作翻车、渴乌，施于桥西，用洒南北郊路”。方以智称这类器具为“过山龙”。1977年出土的安徽阜阳汉墓竹简中已发现有这种器具的文字记载。